# 金陵村
金陵村是彰化縣秀水鄉的一個村。

## 教育

### 國民小學
- 育民國民小學[1]
- 陝西國民小學[1]
- 明正國民小學[1]

## 交通

### 公路
- 國道一號
- 縣道144甲線

### 街道
- 安南巷[1]
- 安北巷[1]
- 廣西巷[1]
- 民生街[1]

## 宮廟
- 玉陵宮主祀：魁星大帝